# 清和園

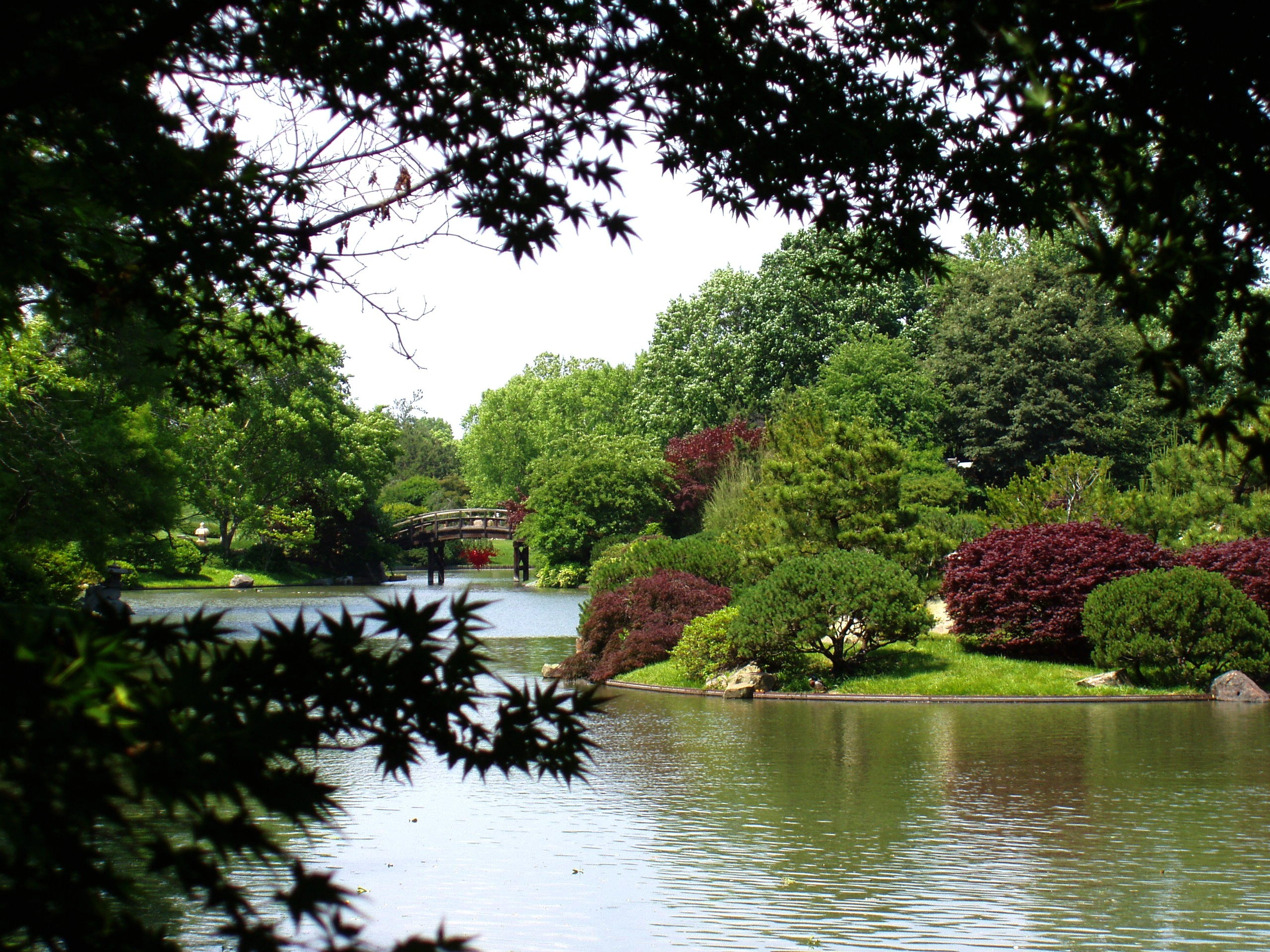
ミズーリ植物園内の清和園

清和園（せいわえん、英: Seiwa-en）は、アメリカ合衆国ミズーリ州セントルイス市にある日本庭園。ミズーリ植物園の一部を構成する。面積は5.7ヘクタールで、北米では規模の大きな日本庭園の一つである。

## 歴史
1972年、日系アメリカ人市民同盟（JACL）がミズーリ植物園に日本庭園を設けることを提案。庭園の建設にはJACLのほか、全米芸術基金（National Endowment for the Arts）、ミズーリ州政府環境局（Missouri Department of Natural Resources）、日本万国博覧会記念協会などからの財政的支援が行われた。完成した庭園は1977年5月にミズーリ植物園に寄贈された。
設計者は、カリフォルニア大学ロサンゼルス校で環境設計と造園の教授であった川名孝一である。川名は1990年に亡くなるまでこの庭園の成長を見守り続けた。

## 構成
「清和園」の名は、英語で garden of pure, clear harmony and peace と説明されている。
池泉回遊式の庭園で、敷地の3割は池が占める。池には太鼓橋や八つ橋、島などが築かれている。園内には芝庭、泉水、滝、あずまや、茶室やさまざまな石灯籠などが配置されている。

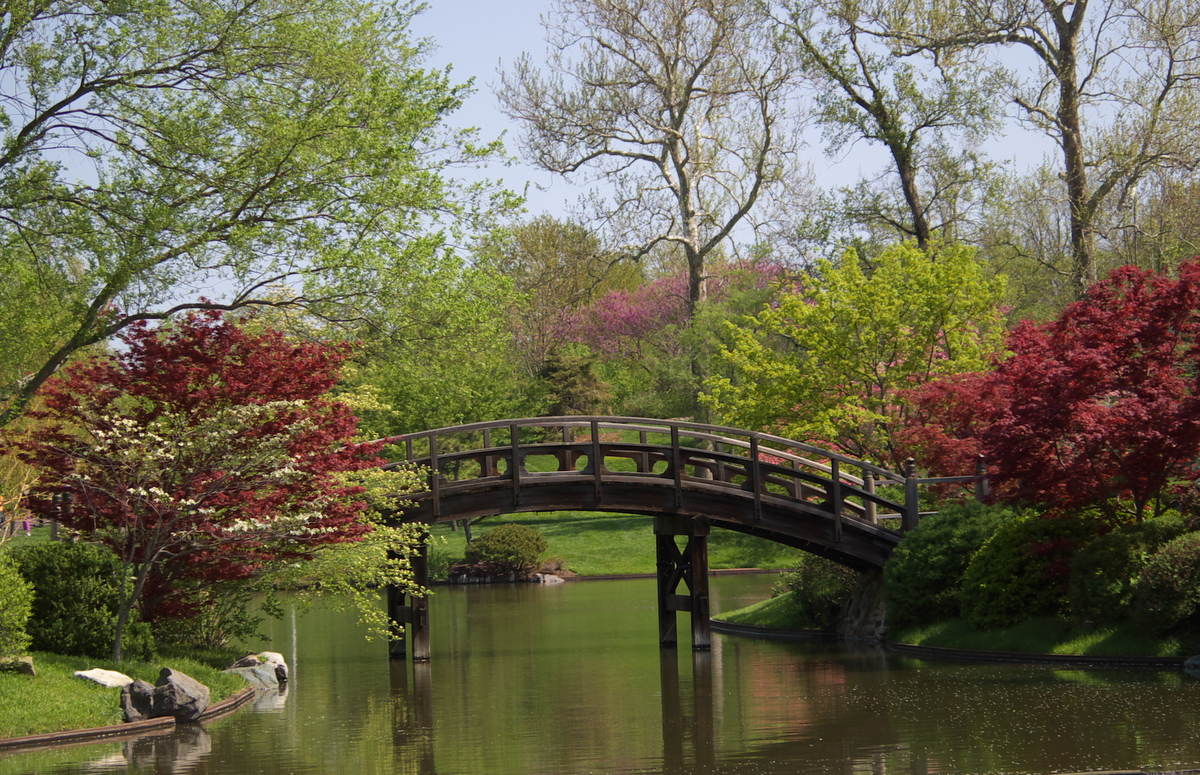